# Dom Florczaka w Tarnowskich Górach
Dom Florczaka – kamienica z XVI wieku w Tarnowskich Górach, wpisana do rejestru zabytków nieruchomych województwa śląskiego.
Jeden z najstarszych budynków w mieście, wielokrotnie przebudowywany, domniemana siedziba urzędu górniczego oraz ratusza.

## Historia

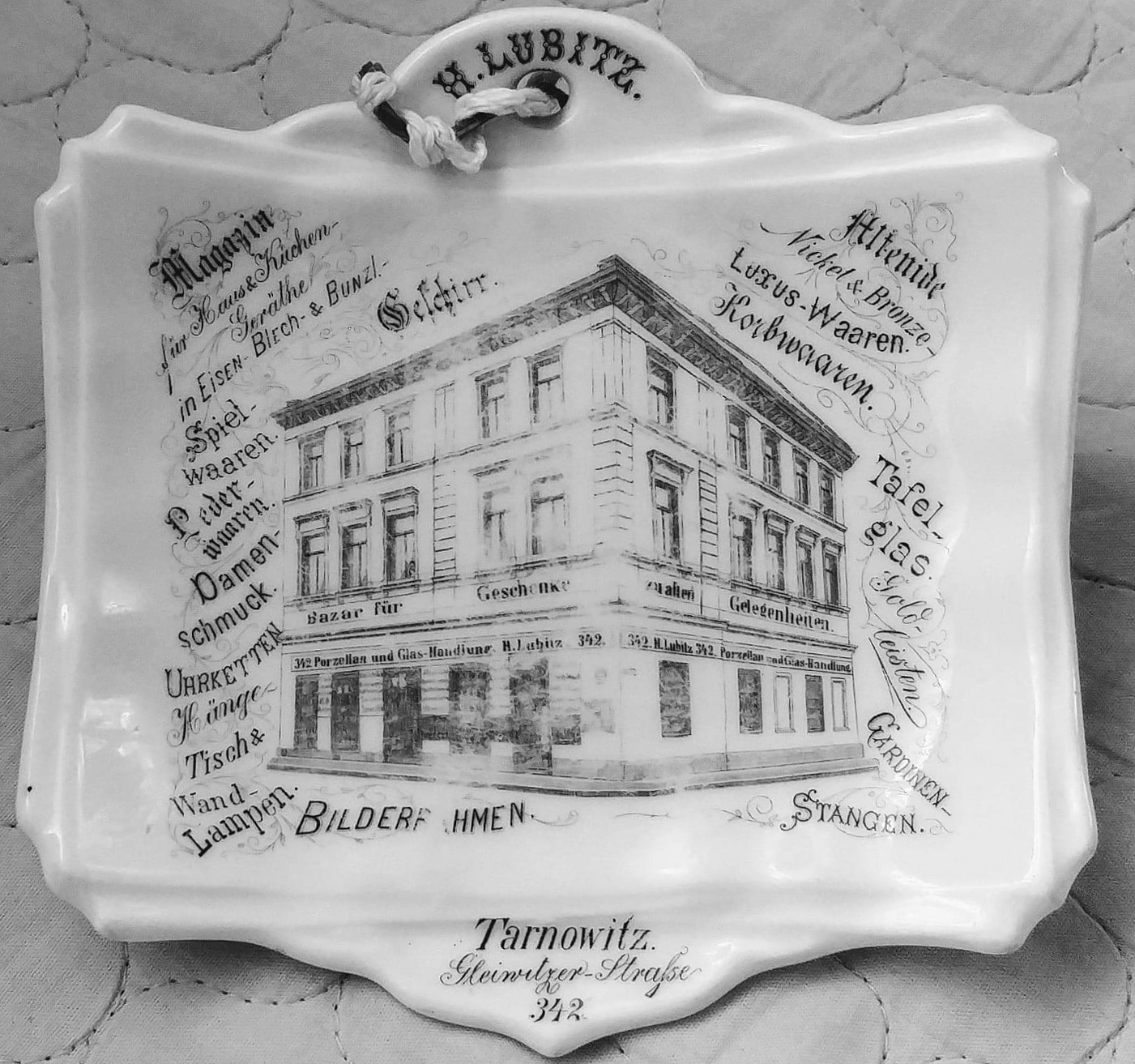
Wizerunek Domu Florczaka na tacce reklamowej sklepu Hermanna Lubitza wykonanej przez fabrykę porcelany Carla Tielscha w 1890 roku

Wzniesiony został po 1531 roku i według podań do ok. 1562 miał być pierwszą siedzibą urzędu górniczego oraz ratusza , co wyjaśniałoby, dlaczego jedna z zaczynających się w pobliżu Domu Florczaka ulic nosi nazwę ulica Ratuszowa (dawniej niem. Rathausstrasse). Był to pierwszy murowany budynek w mieście. W jego piwnicach umieszczono miejskie więzienie, w którym przetrzymywano grupę 20 gwarków zatrzymanych po słynnym buncie i strajku w 1534 roku.
Prawdopodobnie w roku 1562 siedziba rady miejskiej została przeniesiona do budynku pod numerem 13 przy nowo wytyczonym rynku – do tzw. Domu Bernharda.
W XIX i XX wieku budynek był wielokrotnie przebudowywany.
W roku 1927 właścicielem domu był kupiec Florczak, od którego nazwiska wzięła się nazwa budynku.
Według legendy budynek stoi w miejscu odkrycia w 1490 roku przez chłopa Rybkę pierwszej bryły srebra. Potwierdzeniem ma być wmurowany w latach międzywojennych w ścianę na wysokości pierwszego piętra od strony zachodniej rzeczony kruszec widoczny jako rdzawa plama tuż nad pamiątkową tablicą z 1930 roku opisującą dzieje budynku.

## Architektura
Budynek narożny, dwupiętrowy, podpiwniczony, stojący na fundamentach budynku z początku XVI wieku. Pierwotnie parterowy z czterospadowym dachem, podpiwniczony, w późniejszym okresie dobudowane piętra. Zachowane stare mury i sklepienia z półokrągłymi kolebkami. W sieni na stropie z rozetą widoczna data 1664 – prawdopodobnie jednej z przebudów. Z sieni do piwnic prowadzą drzwi klepkowe.
Jan Nowak, tarnogórski kronikarz okresu międzywojennego, w następujący sposób opisuje Dom Florczaka za dziełem Historische Nachrichten von Tarnowitz autorstwa Carla Winklera:

Kamienica ta niegdyś była ozdobą całego miasta i styl budynku każdego zachwycał. Każde okno, każdy dział odróżniał się od drugiego, bowiem była najważniejszą kamienicą w mieście i znajdowała się w rogu ówczesnego rynku (...)

## Budynek obecnie
Współcześnie piętra budynku służą do celów mieszkalnych, zaś na parterze znajduje się kwiaciarnia oraz sklep zoologiczny.